# 基斯瓦爾山
13°22′42″S 72°44′23″W / 13.37833°S 72.73972°W

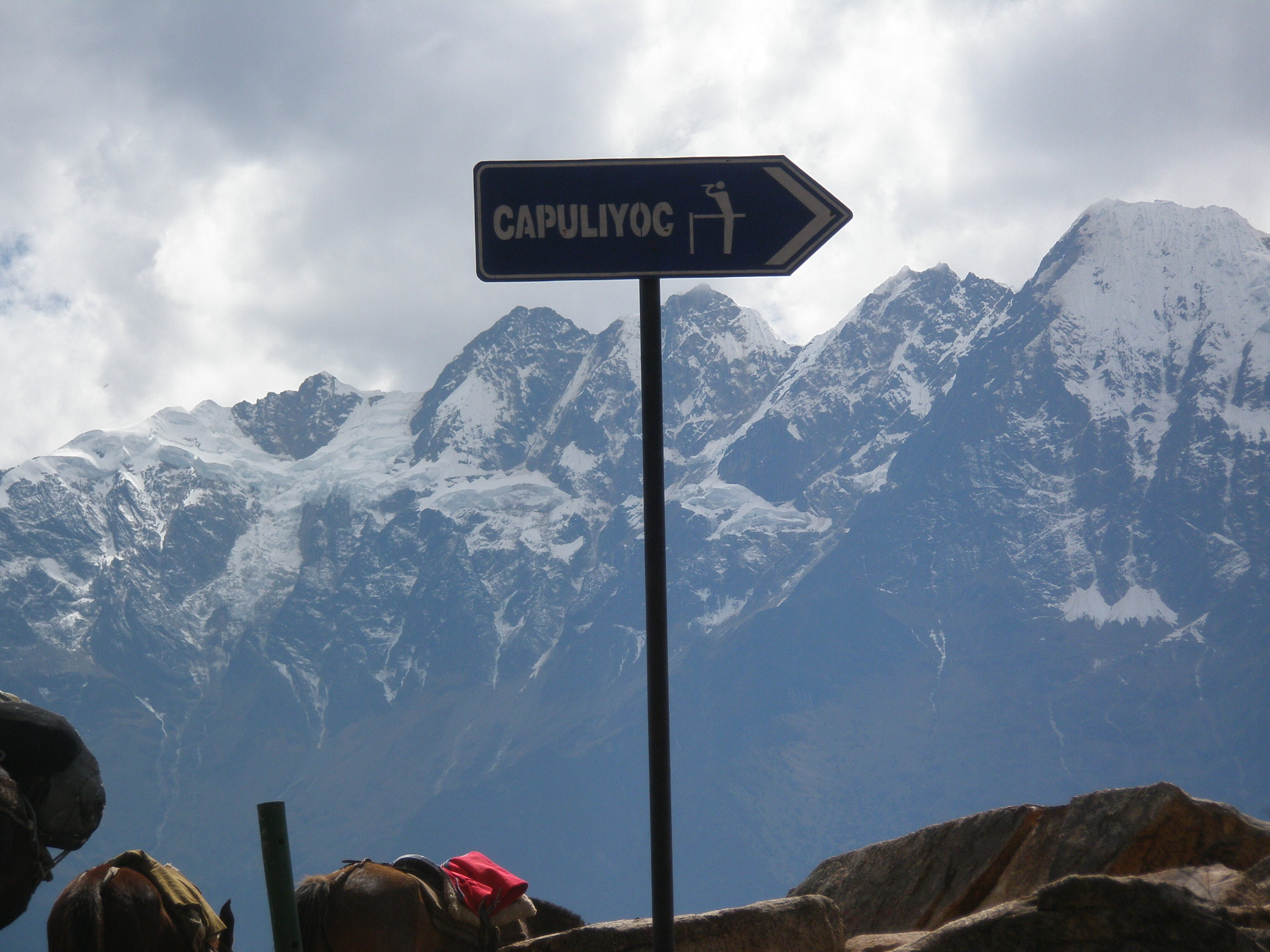

基斯瓦爾山（Padreyoc），是秘魯的山峰，位於該國東南部庫斯科大區，處於薩康泰山西南面和科里瓦伊拉奇納山以東，屬於安第斯山脈中維爾卡潘帕山脈的一部分，海拔高度5,771米。